# كوازولو ناتال
هي إحدى محافظات جنوب أفريقيا حيث كانت تسمى قبل 1994م بمحافظة جنوب أفريقيا. وتنقسم إلى 11 بلدية.

## توأمة
لكوازولو ناتال اتفاقيات توأمة مع:
- شانغهاي (2001 - )

## أعلام
- مارجوري كلارك
- كريستيان كيلاند
- جاك كوندون
- ديو سيبيسي
- لويز بارنز
- أدريان هانسن